# Hydroeciodes multesima
Hydroeciodes multesima là một loài bướm đêm trong họ Noctuidae.